# پائولین یانگ
پائولین یانگ (چینی: 楊寶玲؛ زادهٔ ۱۷ آوریل ۱۹۶۷ میلادی) دختر شایسته پیشین، طراح جواهرات، خواننده و بازیگر اهل هنگ کنگ است.
او دارندهٔ عنوان «دختر شایسته هنگ کنگ» در سال ۱۹۸۷ میلادی است.
از فیلم‌ها یا مجموعه‌های تلویزیونی که وی در آن‌ها نقش داشته است، می‌توان به «خداوندان و شیاطین کوه ژو» اشاره نمود.